# Ohlthaver & List

Logo der Firmengruppe bis 2012

Die Ohlthaver & List Group of Companies (kurz O&L oder auch Ohlthaver & List) ist die größte private namibische Unternehmensgruppe. Sie hat ihren Sitz in Windhoek-Central im ehemaligen „Carl-List-Haus“, dem heutigen „Alexander-Forbes-Haus“.
Das Unternehmen wurde 1919 von Carl List und Hermann Ohlthaver gegründet. 2014 erwirtschaftete O&L mit mehr als 5000 Mitarbeitern einen Umsatz von N$ 4,93 Milliarden und einen Gewinn von N$ 527 Millionen. Es ist der größte privatwirtschaftliche Arbeitgeber des Landes. O&L hat bis 2013 mehrere Jahre in Folge die Auszeichnung zum „beliebtesten Arbeitgeber des südlichen Afrika“ gewonnen.
Das Unternehmen wird in dritter Generation von Sven Thieme geführt.

## Unternehmen
Zu O&L gehören verschiedene führende namibische Unternehmen:
- BrandTribe – IT-Unternehmen in Südafrika (Joint Venture)
- Broll Namibia – Immobilienerwerb, -verwaltung
- Dimension Data – IT-Unternehmen
- Hangana Seafood – Fischfang- und verarbeitung
- Hartlief – größter Wurstwarenhersteller Afrikas; im November 2019 von O&L übernommen[5]; inkl. Windhoek Schlachterei
- Kraatz Engineering – Schiffsreparaturen
- Namibia Dairies, inklusive der Supermilchfarm ǃAimab – Milchproduktion und -verarbeitung, Milchprodukte
- O&L BrandX – Werbeagentur
- O&L Fresh Produce – landwirtschaftlicher Betrieb
- O&L Leisure – Hotels
- O&L Nexentury – Erneuerbare Energien
- O&L Organic Energy Solutions – Biotreibstoff
- Pick n Pay Namibia – Einzelhandelsunternehmen (Abgabe der Franchiserechte zu Ende Juni 2025[6]); dann Umwandlung der Geschäfte unter der Marke Model
- O&L Project Management – Projektmanagement
- Ohlthaver & List Europe – im November 2022 gegründete Holdinggesellschaft für Europa, v. a. Deutschland

Bis 2023 gehörte mehr als 100 Jahre lang die Namibia Breweries zum Unternehmen.